# Гималайская завирушка
Гималайская завирушка (лат. Prunella himalayana) — вид мелких певчих воробьиных птиц из семейства завирушковых (Prunellidae). Распространена в горах Центральной и Средней Азии. В России гнездится на юге Средней Сибири. Внешне напоминает альпийскую завирушку, отличаясь меньшими размерами, светлыми, а не рыжими пестринами на нижней части тела, ярко-белым пятном на горле. Гнездо устраивает на земле, в ямке, под прикрытием камня или кустика. В кладке 3—5 голубых яиц. Инкубационный период длится около двух недель. Питается беспозвоночными и семенами.